# Hégémon d'Alexandrie de Troade
Pour les articles homonymes, voir Hégémon.

Hégémon d’Alexandrie de Troade (Ἡγήμων) est un poète épique grec d’époque hellénistique, peut-être du IIIe siècle av. J.-C.
Très peu de renseignements nous sont parvenus le concernant. Il est né à Alexandrie de Troade, une cité fondée sous le nom d’Antigonie par Antigone le Borgne en 306 av. J.-C.,  et rebaptisée Alexandrie en 301 par Lysimaque, ce qui nous fournit un terminus post quem. 
Étienne de Byzance mentionne le titre d’un de ses poèmes, La Guerre de Leuctres entre les Thébains et les Lacédémoniens. Il y contait sur un mode héroïque les évènements entourant la bataille de Leuctres en 371 av. J.-C. et devait s’étendre sur les exploits martiaux individuels des Épaminondas, Pelopidas ou Cléombrote II qui animèrent la bataille. 
Un second poème, les Dardanica, est cité par Élien, qui en résume un passage consacré à l’amour d’un serpent pour Aleuas le Roux de Thessalie, un personnage semi-légendaire fondateur d’une famille thessalienne influente aux V-IVe av. J.-C., les Aleuades. Mais l’essentiel de l’ouvrage devait être consacré à l’histoire de sa région natale, la Troade, appelée aussi Dardanie. 

## Éditions des fragments
- Buckler J., et Engels J., “Hegemon of Alexandreia Troas”, in Brill New Jacoby, n°110

## Sources
- Albiani M.G., « Hegemon [2] », Brill New Pauly 6, Leiden, 2005, p.47
- Buckler J., et Engels J., “Hegemon of Alexandreia Troas”, in Brill New Jacoby, n°110